# 古魯那納克
古魯那納克（印度斯坦語發音：[ˈɡʊɾu ˈnɑnək]；1469年4月15日—1539年9月22日），是錫克教的宗師及创始人，也是十名錫克教宗師當中的第一位。他反对种姓制度，希望结合印度教和伊斯兰教的要义。後世的人們會於印度教曆八月的滿月之日（一般在10月至11月期間），即滿月節這一天來慶祝他的生日，是為古魯那納克誕辰日。

## 家庭與生平
那納克出生在蒙兀兒帝國的Talwandi村（今Nankana Sahib、靠近拉合尔）。他父母Mehta Kalu和Mata Tripta是属于婆罗门种姓的印度教徒。小时候，那纳克一直深深的被宗教所吸引，他探索生命的奥秘的欲望最终使他离家出走。
那納克娶了巴塔拉城的，他们生了两个儿子斯里·昌德和拉克米·达斯。他的姐夫在苏丹布尔城为他找到了国家粮仓管理的职位。
他在28岁的时候，一天早上，他跟平时一样往河流去洗涤和修行，但失踪了3天。当他回来的时候，充斥着上帝的精神，他说了一句名言：「印度教徒和穆斯林都是不存在的，那既然如此，我该跟从那条道路呢？神的。神既不是印度教徒也不是穆斯林，所以我跟从的道路是神的。」从此以后，他就开始了他的传教事业。
据说他进行过四次大旅程，深入印度各地，远足至波斯和阿拉伯地区，经过巴格达去朝觐麦加；回程北印度時经过喀什米爾。他在印度教徒、耆那教徒、佛教徒、祆教徒、伊斯兰教徒之前作过演讲，在各种寺庙发言。
这时，那納克认识了迦比尔（1441年－1518年），后者是印度教徒和穆斯林所共同崇拜的一位圣人。

## 外部連結
- 维基共享资源上的相關多媒體資源：古魯那納克